# Mansuar
Mansuar (indonesisch Pulau Mansuar) ist eine Insel des Archipels von Raja Ampat vor der Küste Westneuguineas (Indonesien).

## Geographie
Mansuar liegt im Norden von Raja Ampat, in der Dampierstraße, nordwestlich der Vogelkophalbinsel Neuguineas. Nördlich liegen die Inseln Gam und Waigeo, südlich Batanta und westlich die Faminseln. Direkt vor der Ostspitze Mansuars liegen die Inseln Kri und Koh. Südlich und Nördlich Mansuars finden sich zahlreiche, weitere kleine Inseln und Riffe.
Auf Mansuar liegen die Dörfer Yembekwan im Westen und Yenbuba im Osten, die zum Distrikt Meosmanswar gehören. Der Archipel bildet den Regierungsbezirk Raja Ampat der Provinz Papua Barat Daya. Die Insel Kri gehört administrativ zu Yenbuba.

## Einwohner
Laut der Volkszählung lebten 2010 in Yembekwan 287 Menschen, in Yenbuba 252.